# ویزای ام-۱
ویزای ام-۱ (به انگلیسی: M-1 Visa) نوعی ویزای دانشجویی در ایالات متحده است که برای دانش آموزان بین‌المللی که در مدارس فنی و حرفه ای تحصیل می‌کنند اختصاص داده شده‌است.
| سال مالی | شماره صادر شده |
| -------- | -------------- |
| 2013     | 11,819         |
| 2014     | 12210          |
| 2015     | 11,462         |
| 2016     | 10694          |
| 2017     | 9,982          |